# Liège–Bastogne–Liège
Liège–Bastogne–Liège (tudi francosko La Doyenne (»Stara dama«)) je enodnevna klasična kolesarska dirka v Belgiji. Prvič je potekala leta 1892 in je najstarejša izmed petih klasičnih dirk, znanih kot spomeniki. Običajno poteka v drugi polovici aprila kot zadnja dirka spomladanskih klasik po Ardenih, od Liègea do Bastogneja in nazaj.
Velja za eno najtežjih enodnevnih kolesarskih dirk na svetu zaradi svoje dolžine in zahtevnosti proge, ki vsebuje več težjih vzponov. Dirka je del tekmovanj UCI World Tour in je zaključna dirka ardenskih klasik, v okviru katerih poteka tudi Valonska puščica. Obe dirki organizira Amaury Sport Organisation, ki prireja tudi Tour de France in dirko Paris–Roubaix. Najuspešnejši kolesar v zgodovini dirke je Eddy Merckx s petimi zmagami, Moreno Argentin in Alejandro Valverde pa sta dirko osvojila po štirikrat. Prvo slovensko zmago je dosegel Primož Roglič leta 2020, v letih 2021, 2024 in 2025 je zmagal Tadej Pogačar.

## Zmagovalci
| Leto      | Zmagovalec                      | Drugouvrščeni          | Tretjeuvrščeni         |
| --------- | ------------------------------- | ---------------------- | ---------------------- |
| 1892      | Léon Houa                       | Léon Lhoest            | Louis Rasquinet        |
| 1893      | Léon Houa                       | Michel Borisowski      | Charels Collette       |
| 1894      | Léon Houa                       | Louis Rasquinet        | René Nulens            |
| 1895-1907 | ni potekaka                     | ni potekaka            | ni potekaka            |
| 1908      | André Trousselier               | Alphonse Lauwers       | Henri Dubois           |
| 1909      | Victor Fastre                   | Eugène Charlier        | Paul Deman             |
| 1910      | ni potekaka                     | ni potekaka            | ni potekaka            |
| 1911      | Joseph Van Daele                | Armand Lenoir          | Victor Kraenen         |
| 1912      | Omer Verschoore                 | Jacues Coomans         | André Blaise           |
| 1913      | Maurits Moritz                  | Alphonse Fonson        | Hubert Noel            |
| 1914-1918 | prva svetovna vojna             | prva svetovna vojna    | prva svetovna vojna    |
| 1919      | Léon Devos                      | Henri Hanlet           | Arthur Claerhout       |
| 1920      | Léon Scieur                     | Lucien Buysse          | Jacues Coomans         |
| 1921      | Louis Mottiat                   | Marcel Lacour          | Jean Rossius           |
| 1922      | Louis Mottiat                   | Alberto Jordens        | Laurent Seret          |
| 1923      | René Vermandel                  | Jean Rossius           | Félix Sellier          |
| 1924      | René Vermandel                  | Adelin Benoît          | Jules Matton           |
| 1925      | Georges Ronsse                  | Gustaaf Van Slembrouck | Louis Eelen            |
| 1926      | Dieudonné Smets                 | Joseph Siquet          | Alexis Macar           |
| 1927      | Maurice Raes                    | Jean Hans              | Joseph Siquet          |
| 1928      | Ernest Mottard                  | Maurice Raes           | Emile Van Belle        |
| 1929      | Alphons Schepers                | Gustave Hembroeckx     | Maurice Raes           |
| 1930      | Hermann Buse                    | Georges Laloup         | François Gardier       |
| 1931      | Alphons Schepers                | Marcel Houyoux         | Jules Deschepper       |
| 1932      | Marcel Houyoux                  | Léopol Roosemont       | Gérard Lambrechts      |
| 1933      | François Gardier                | Roger Dewolf           | Albert Bolly           |
| 1934      | Theo Herckenrath                | Mathieu Cardynaels     | Joseph Moerenhout      |
| 1935      | Alphons Schepers                | Frans Bonduel          | Louis Hardiquest       |
| 1936      | Albert Beckaert                 | Gilbert Levae          | Joseph Horemans        |
| 1937      | Éloi Meulenberg                 | Gustaaf Deloor         | Julien Heenaert        |
| 1938      | Alfons Deloor                   | Marcel Kint            | Félicien Vervaecke     |
| 1939      | Albert Ritserveldt              | Cyrille Van Overberghe | Edward Vissers         |
| 1940-1942 | druga svetovna vojna            | druga svetovna vojna   | druga svetovna vojna   |
| 1943      | Richard Depoorter               | Joseph Didden          | Stan Ockers            |
| 1944      | druga svetovna vojna            | druga svetovna vojna   | druga svetovna vojna   |
| 1945      | Jean Engels                     | Edward Van Dijck       | Jozef Moerenhout       |
| 1946      | Prosper Depredomme              | Albert Hendrickx       | Triphon Verstraeten    |
| 1947      | Richard Depoorter               | Raymond Impanis        | Florent Mathieu        |
| 1948      | Maurice Mollin                  | Raymond Impanis        | Louis Caput            |
| 1949      | Camille Danguillaume            | Adolf Verschueren      | Roger Gijselinck       |
| 1950      | Prosper Depredomme              | Raymond Impanis        | Florent Mathieu        |
| 1951      | Ferdi Kübler                    | Germain Derycke        | Wout Wagtmans          |
| 1952      | Ferdi Kübler                    | Henri Van Kerckhove    | Jean Robic             |
| 1953      | Alois De Hertog                 | Maurice Diot           | Raoul Rémy             |
| 1954      | Marcel Ernzer                   | Raymond Impanis        | Ferdi Kübler           |
| 1955      | Stan Ockers                     | Raymond Impanis        | Jean Branckart         |
| 1956      | Fred De Bruyne                  | Richard Van Genechten  | Alex Close             |
| 1957      | Germain Derycke Frans Schoubben |                        | Marcel Buys            |
| 1958      | Fred De Bruyne                  | Jan Zagers             | Joseph Theuns          |
| 1959      | Fred De Bruyne                  | Frans Schoubben        | Frans Demulder         |
| 1960      | Albertus Geldermans             | Pierre Everaert        | Joseph Planckaert      |
| 1961      | Rik Van Looy                    | Marcel Rohrbach        | Armand Desmet          |
| 1962      | Joseph Planckaert               | Rolf Wolfshohl         | Claude Colette         |
| 1963      | Frans Melckenbeeck              | Pino Cerami            | Vittorio Adorni        |
| 1964      | Willy Bocklant                  | Georges Vanconingsloo  | Vittorio Adorni        |
| 1965      | Carmine Preziosi                | Vittorio Adorni        | Martin Van Den Bossche |
| 1966      | Jacques Anquetil                | Victor Van Schil       | Willy In 't Ven        |
| 1967      | Walter Godefroot                | Eddy Merckx            | Willy Monty            |
| 1968      | Valere Van Sweevelt             | Walter Godefroot       | Raymond Poulidor       |
| 1969      | Eddy Merckx                     | Victor Van Schil       | Barry Hoban            |
| 1970      | Roger De Vlaeminck              | Frans Verbeeck         | Eddy Merckx            |
| 1971      | Eddy Merckx                     | Georges Pintens        | Frans Verbeeck         |
| 1972      | Eddy Merckx                     | Wim Schepers           | Herman Van Springel    |
| 1973      | Eddy Merckx                     | Frans Verbeeck         | Walter Godefroot       |
| 1974      | Georges Pintens                 | Walter Planckaert      | brez                   |
| 1975      | Eddy Merckx                     | Bernard Thévenet       | Walter Godefroot       |
| 1976      | Joseph Bruyère                  | Freddy Maertens        | Frans Verbeeck         |
| 1977      | Bernard Hinault                 | André Dierickx         | Dietrich Thurau        |
| 1978      | Joseph Bruyère                  | Dietrich Thurau        | Francesco Moser        |
| 1979      | Dietrich Thurau                 | Bernard Hinault        | Daniel Willems         |
| 1980      | Bernard Hinault                 | Hennie Kuiper          | Ronny Claes            |
| 1981      | Josef Fuchs                     | Stefan Mutter          | brez                   |
| 1982      | Silvano Contini                 | Alfons De Wolf         | Stefan Mutter          |
| 1983      | Steven Rooks                    | Giuseppe Saronni       | Pascal Jules           |
| 1984      | Sean Kelly                      | Phil Anderson          | Greg LeMond            |
| 1985      | Moreno Argentin                 | Claude Criquielion     | Stephen Roche          |
| 1986      | Moreno Argentin                 | Adrie van der Poel     | Dag Erik Pedersen      |
| 1987      | Moreno Argentin                 | Stephen Roche          | Claude Criquielion     |
| 1988      | Adrie van der Poel              | Michel Dernies         | Robert Millar          |
| 1989      | Sean Kelly                      | Fabrice Philipot       | Phil Anderson          |
| 1990      | Eric Van Lancker                | Jean-Claude Leclercq   | Steven Rooks           |
| 1991      | Moreno Argentin                 | Claude Criquielion     | Rolf Sørensen          |
| 1992      | Dirk De Wolf                    | Steven Rooks           | Jean-François Bernard  |
| 1993      | Rolf Sørensen                   | Tony Rominger          | Maurizio Fondriest     |
| 1994      | Jevgenij Berzin                 | Lance Armstrong        | Giorgio Furlan         |
| 1995      | Mauro Gianetti                  | Gianni Bugno           | Michele Bartoli        |
| 1996      | Pascal Richard                  | Lance Armstrong        | Mauro Gianetti         |
| 1997      | Michele Bartoli                 | Laurent Jalabert       | Gabriele Colombo       |
| 1998      | Michele Bartoli                 | Laurent Jalabert       | Rodolfo Massi          |
| 1999      | Frank Vandenbroucke             | Michael Boogerd        | Maarten den Bakker     |
| 2000      | Paolo Bettini                   | David Etxebarria       | Davide Rebellin        |
| 2001      | Oscar Camenzind                 | Davide Rebellin        | David Etxebarria       |
| 2002      | Paolo Bettini                   | Stefano Garzelli       | Ivan Basso             |
| 2003      | Tyler Hamilton                  | Iban Mayo              | Michael Boogerd        |
| 2004      | Davide Rebellin                 | Michael Boogerd        | Aleksander Vinokurov   |
| 2005      | Aleksander Vinokurov            | Jens Voigt             | Michael Boogerd        |
| 2006      | Alejandro Valverde              | Paolo Bettini          | Damiano Cunego         |
| 2007      | Danilo Di Luca                  | Alejandro Valverde     | Fränk Schleck          |
| 2008      | Alejandro Valverde              | Davide Rebellin        | Fränk Schleck          |
| 2009      | Andy Schleck                    | Joaquim Rodríguez      | Davide Rebellin        |
| 2010      | Aleksander Vinokurov            | Aleksander Kolobnjev   | Philippe Gilbert       |
| 2011      | Philippe Gilbert                | Fränk Schleck          | Andy Schleck           |
| 2012      | Maksim Iglinski                 | Vincenzo Nibali        | Enrico Gasparotto      |
| 2013      | Daniel Martin                   | Joaquim Rodríguez      | Alejandro Valverde     |
| 2014      | Simon Gerrans                   | Alejandro Valverde     | Michał Kwiatkowski     |
| 2015      | Alejandro Valverde              | Julian Alaphilippe     | Joaquim Rodríguez      |
| 2016      | Wout Poels                      | Michael Albasini       | Rui Costa              |
| 2017      | Alejandro Valverde              | Daniel Martin          | Michał Kwiatkowski     |
| 2018      | Bob Jungels                     | Michael Woods          | Romain Bardet          |
| 2019      | Jakob Fuglsang                  | Davide Formolo         | Maximilian Schachmann  |
| 2020      | Primož Roglič                   | Marc Hirschi           | Tadej Pogačar          |
| 2021      | Tadej Pogačar                   | Julian Alaphilippe     | David Gaudu            |
| 2022      | Remco Evenepoel                 | Quinten Hermans        | Wout van Aert          |
| 2023      | Remco Evenepoel                 | Thomas Pidcock         | Santiago Buitrago      |
| 2024      | Tadej Pogačar                   | Romain Bardet          | Mathieu van der Poel   |
| 2025      | Tadej Pogačar                   | Giulio Ciccone         | Ben Healy              |